# Tanzania na Letnich Igrzyskach Olimpijskich 2004
Tanzanię na Letnich Igrzyskach Olimpijskich 2004 reprezentowało 8 zawodników : 6 mężczyzn, 2 kobiety.

## Skład kadry

### Lekkoatletyka
Mężczyźni
- Samwel Mwera - bieg na 800 m - odpadł w półfinale (dyskwalifikacja),
- Fabiano Joseph - bieg na 5000 m - odpadł w eliminacjach,
- Fabiano Joseph - bieg na 10 000m - 10. miejsce,
- John Yuda - bieg na 10 000m - nie ukończył biegu,
- Samson Ramadhani - maraton - 40. miejsce,
- Zebedayo Bayo - maraton - nie ukończył biegu,
- John Nada Saya - maraton - nie ukończył biegu

Kobiety
- Restituta Joseph - bieg na 5000 m - odpadła w eliminacjach (27. czas biegu)
- Banuelia Mrashani - maraton - nie ukończyła biegu